# Serhij Ochrimczuk
Serhij Ochrimczuk (ukr. Сергій Охрімчук; ur. 5 kwietnia 1968) – ukraiński wirtuoz skrzypiec i rekonstruktor folkloru, specjalizujący się w muzyce ludowej, jazzie i rocku. Bada i wykonuje tradycyjną muzykę na skrzypce z różnych kultur i krajów, eksperymentuje, próbując łączyć rozmaite gatunki muzyczne.

## Życiorys
Serhij Ochrimczuk ukończył Żytomirskie Zawodowe Liceum Muzyczne im. Wiktora Kosenko, by następnie studiować na Ukraińskiej Narodowej Akademii Muzycznej, którą ukończył w klasie skrzypiec w 1997 roku. Grał w eksperymentalnym zespole rockowym Biokord, a w latach 1990–1997 – w trio współczesnej muzyki improwizowanej SAT. Samodzielnie opanował różne ukraińskie regionalne style gry na skrzypcach.

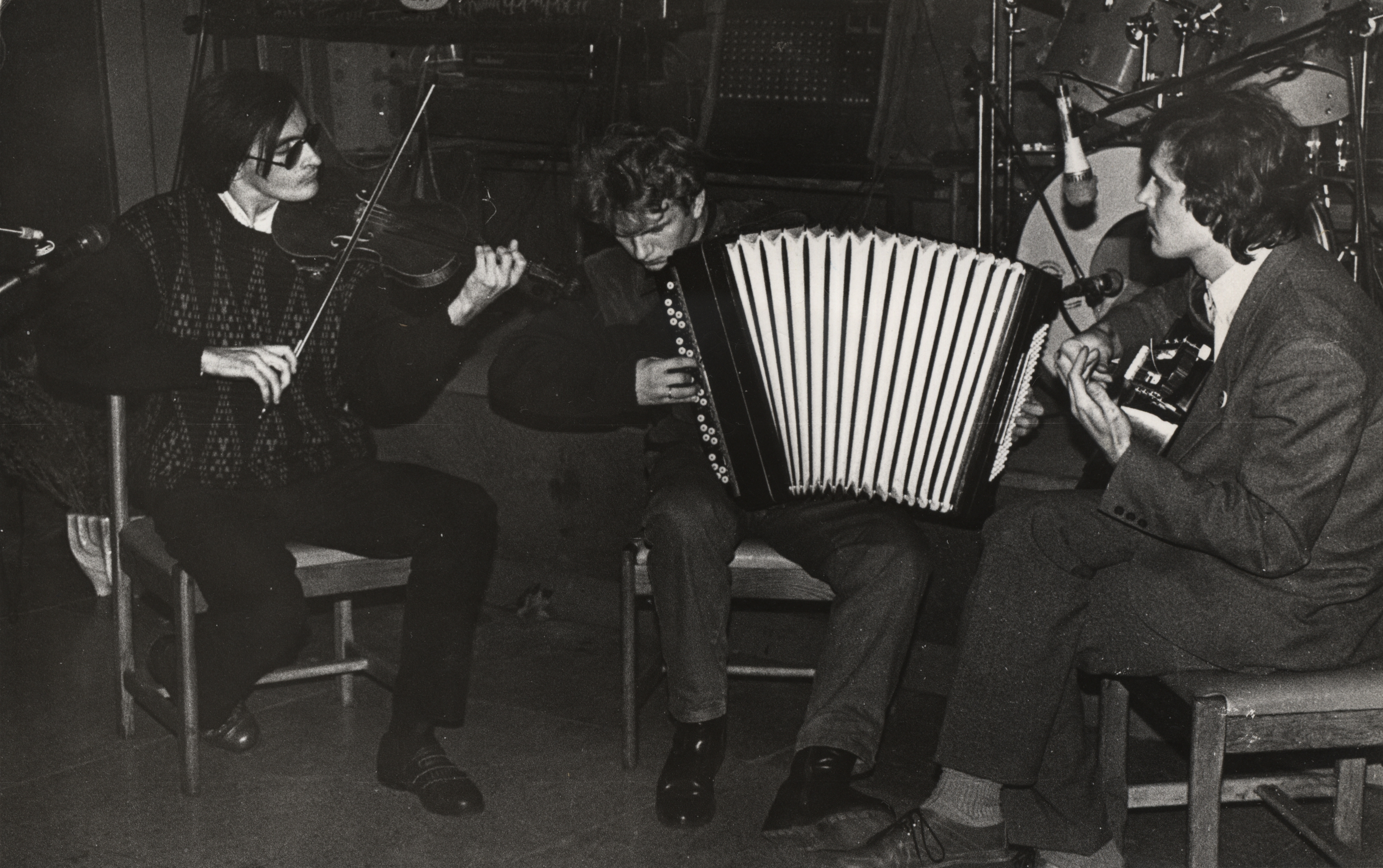
Trio SAT w składzie: Serhij Ochrimczuk, Ołeksandr Kłymenko, М. Strelnikow, 1992 r.

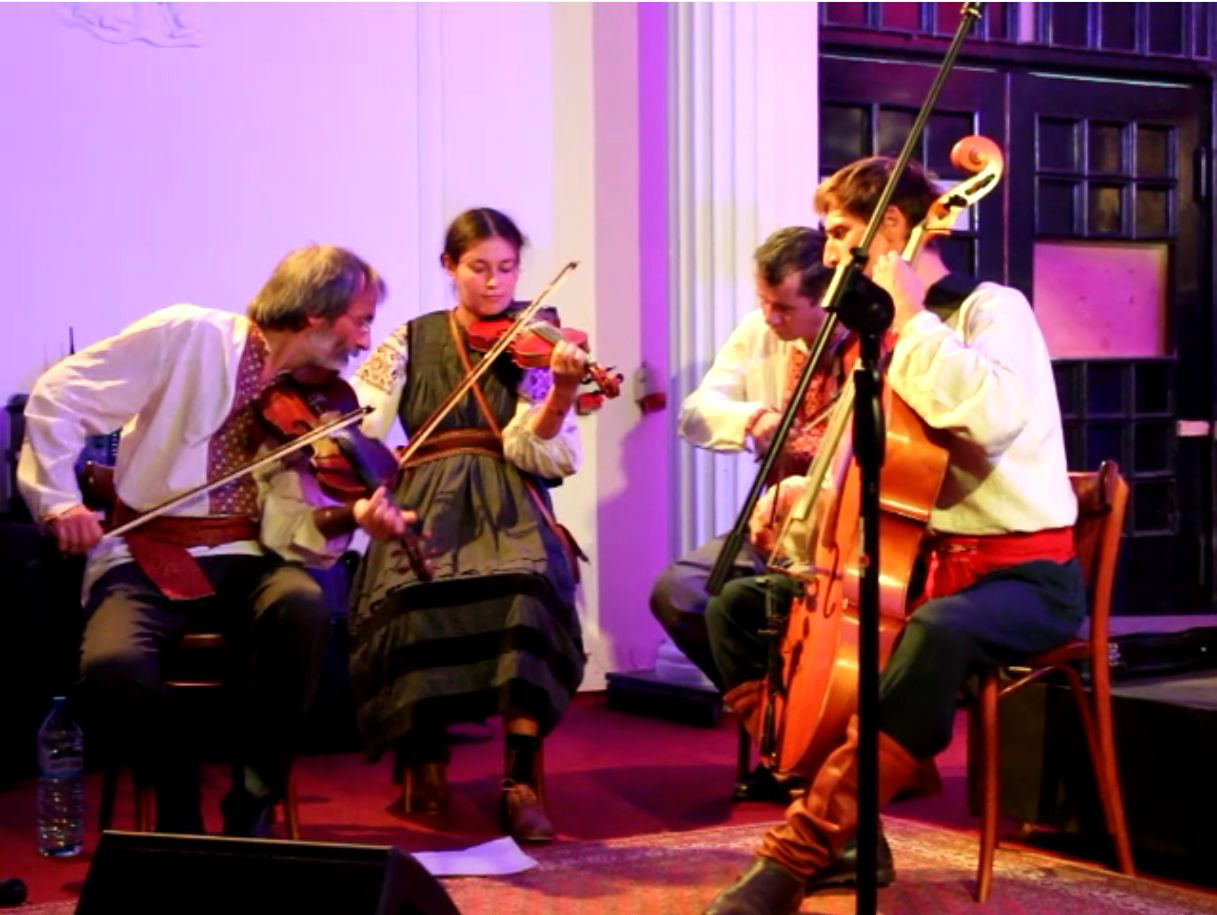
Kapela Serhija Ochrimczuka w składzie: (od lewej) Serhij Ochrimczuk, Anżela Zajcewa, Mychajło Kaczałow i Seweryn Danyłejko podczas koncertu w Warszawie, 2017 r.; fot. Ivonna Nowicka

W 1993 roku podjąło pracę na etnomuzykologii Kijowskiego Konserwatorium, gdzie gromadził, badał i wykonywał tradycyjną muzykę na skrzypce. Od 2000 roku pracował jako wykładowca w Katedrze Muzyki Dawnej Ukraińskiej Narodowej Akademii Muzycznej.
Opracował kilka programów z ukraińskimi i polskimi muzykami jazzowymi, wziął także udział w wielu festiwalach jazzowych. Członek kapeli instrumentalnej Nadobrydeń, zespołu muzyki tradycyjnej Drewo, Kwartetu Wiktora Sołomina, grupy dżezowej Obłyczczja Mist, Chorei Kozackiej. Grał z Katją Chilly. Wziął udział w projekcie etno-dysko Ołeha Skrypki pt. „Botki z buhaja” oraz Le Grand Orchestra. Założyciel, kierownik muzyczny i lider kwartetu smyczkowego Kapela Serhija Ochrimczuka.
Współpracuje ze znanymi zespołami i wykonawcami ukraińskim i zagranicznymi takimi jak: Ołeh Skrypka, Okean Elzy, Młada, Rusłana Łyżyczko, Zespół Autentycznego Ukraińskiego Śpiewu Bożyczi, Red Cardell z Francji, Dmytro Najdycz, Karpatiany i inni.
W dniu 20 października 2008 roku Serhij Ochrimczuk zagrał na wieczorze artystycznym poświęconym pamięci amerykańskiej piosenkarki pochodzenia ukraińskiego Kvitki Cisyk, zorganizowanym w dziesiątą rocznicę jej śmierci w Kijowie. W wydarzeniu tym wystąpiły takie ukraińskie gwiazdy różnych styli muzycznych jak Nina Matwijenko i jej córka Antonina Matwijenko, śpiewaczka operowa Marija Stefiuk, piosenkarka pop Marija Burmaka i lider grupy Wopli Widopljasowa Ołeh Skrypka.
Wykonuje utwory współczesnych ukraińskich kompozytorów, tworzy muzykę do filmów i spektakli teatralnych. Bierze udział w performansach muzyczno-teatralnych, widowiskach poetycko-muzycznych (np. „Ukrainność” z udziałem śpiewaczki Anny Ochrimczuk i aktorki Magdaleny Warzechy w 2022 roku w różnych miastach w Polsce) i projektach multimedialnych (np. Kjiwski torty).

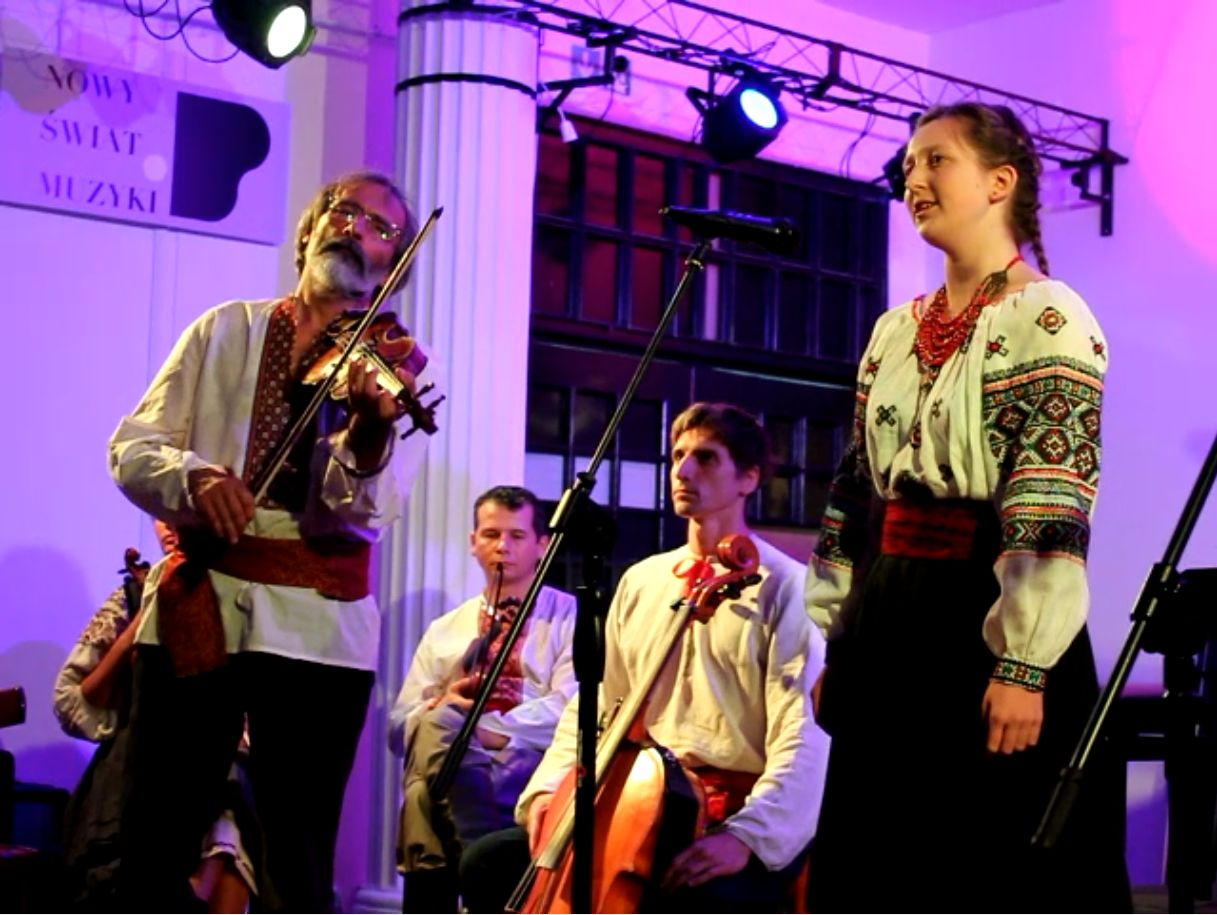
Serhij Ochrimczuk akompaniuje członkini zespołu Krajka, Warszawa, 2017 r.; fot. Ivonna Nowicka

Występował na takich festiwalach, jak kijowski Międzynarodowy Festiwal Sztuki Awangardowej Nowa Terytorija, Kijowski Festiwal Muzyki», festiwal muzyki i sztuki w Odessie ArtPole, Stare Kino Po-Nowomu Jazz Bez, Muzyczne Premiery Sezonu w Kijowie (ukr. Muzyczni premiery sezonu), Forum Muzyki Młodych (ukr. Forum muzyky mołodych) tamże, Drewo Rodu Kobzarskoho (ukr. Drewo rodu kobzarskoho) oraz kilkakrotnie na Wszystkich Mazurkach Świata w Warszawie. Koncertował w różnych formacjach w Czechach, Francji, na Litwie, na Łotwie, w Niemczech, Polsce, Rosji i Uzbekistanie. Wielokrotnie koncertował w Polsce, gdzie w ramach Kapeli Serhija Ochrimczuka współpracuje z zespołem śpiewu autentycznego Krajka z Przemyśla.

## Dorobek
Dyskografia
- „САТ” (2006 w muzyce)[26]
- „COPICAT” (2012 w muzyce)

Udział w nagraniach
- „Wnoczi”, album Swiatosława Wakarczuka (2008).
- „Serce u mene wrazływe”, maksi-singiel Ołeha Skripki
- „Ukrajinski tanci. Czastyna 1.”, Bożyci
- „Ukrajinski tanci. Czastyna 2.”, Bożyci